# Mark Ambor
Mark Gregory Damboragian, känd professionellt som Mark Ambor, född 4 december 1997 i Pleasantville i delstaten New York, är en armenisk-amerikansk singer-songwriter. Han är mest känd för sin singel "Belong Together", som släpptes i februari 2024.
Mark Ambor inledde sin musikkarriär april år 2019, då han släppte sin debutsingel "Fever". Han släppte sedan sin debut-EP Colorful i september samma år, följt av singeln "It's Us Again" i oktober 2020. Hans debutalbum med titeln Rockwood släpptes i augusti 2024.
Under våren 2025 planerar Mark Ambor att ha en spelning på Fryshuset i Stockholm den 25 april som en del av sin The Rockwood Tour. .